# らせん (鈴木光司の小説)
『らせん』は、鈴木光司のサスペンス・ホラー小説、及びそれを原作としたテレビドラマ、映画、漫画。第17回吉川英治文学新人賞受賞作品。

## 概要
小説『リング』の後日談を描いた続編。前作で登場した「見ると1週間で死ぬ呪いのビデオ」というオカルト的要素に対し、医学者である主人公らが分子生物学的知見からの解明を試みるサイエンス・フィクション。一見したところの前作との非連続性は、ホラー的要素を強調した映画版『リング』の印象によるところが大きい。
完結編である後作『ループ』と共に小説としては「リングシリーズ三部作」と呼ばれる。

## あらすじ
東京都監察医の安藤満男は、不注意から我が子を死なせた自責に苛まれる日々を過ごしていた。ある日、彼は変死した友人・高山竜司の解剖を担当する。死因は、心臓近くの冠動脈に発生した肉腫によって、血流が停止したことによる心不全。解剖が終わり、安藤は胃の内容物に「不審な物」が混ざっていると報告を受ける。その紙片には、暗号らしき数列が書かれていた。
その後暗号を不審に思った安藤は、監察医務院にやってきた高山の元助手・高野舞から、高山は死の直前、記者の浅川和行という男と共に「見ると死ぬ呪いのビデオ」の調査を行っていたことを知る。だが、その浅川も後日に妻子を失い、自らも廃人同様になっていた。やがて安藤は、浅川が遺していた「一連の事件に関する手記」を手に入れ、仲間の医師・宮下と共に調査に乗り出す。
やがて、高山の死体から天然痘ウイルスによく似た未知の伝染性ウイルスが発見され、一連の「呪い」とはこのウイルスが心臓の冠動脈に肉腫を発生させ、1週間で心臓近くの動脈を閉塞させ死に至らしめるというメカニズムが判明するが、その感染ルートは、ビデオを見た者の網膜を通して、体内に入り込み感染するという驚くべきものだった。
さらには高野舞が行方不明になり、その後ビル屋上の排気溝内で「出産直後のような状態」で変死しているのが発見されるが、肝心の出産した赤ん坊は付近になかった。その後、安藤の前に「舞の姉」を名乗る女性が現れるが、彼女こそ、舞の子宮を通じてこの世に再生を果たした山村貞子その人であった。
舞は、高山の遺品を整理した際、彼が遺していた例の呪いのビデオを見てしまったが、たまたま見た日が彼女の排卵日であり、感染したウイルスと卵子が結び付き、貞子すら予想もつかなかった偶然の「受精」により復活を果たすことになったのだ。受精した卵子は僅かな期間で臨月に達し、生まれた貞子は短期間で死亡した時と同じ年齢に成長を遂げていた。しかもこの偶然により、ウイルスは当初とは違った、恐ろしい「突然変異」を遂げていた。
貞子は、安藤に「ある条件」で取引きを提案する。そして安藤は、自分を利用し、貞子の裏で糸を引いていた、この一連の事件の「本当の黒幕」に気付く。

## 登場人物
原作の記述を中心に映画、連続テレビドラマも併せて記述する。

### 主要登場人物
安藤 満男（アンドウ ミツオ）
34歳。男性。本作の主人公。K大学医学部法医学教室講師と東京都監察医務院の監察医を兼任する。大学時代の友人であった高山竜司の死体を解剖した際に出てきた新聞紙の暗号を解読したことで事件に巻き込まれることになる。過去に海難事故で息子の孝則を亡くし、妻と離婚したことがトラウマとなっている。それが原因で長年女性への興味が薄れていたが竜司の死で知り合った舞に性的興味を抱くが相手にされない。一方、1998年の映画では性的な関係を持つ恋人となる。『リング』を読んでリングウイルスに感染してしまう。1998年の映画では吉野から受け取った呪いのビデオを見てしまう。1999年の連続ドラマでは青葉学園女子高校の国語教師で科学部顧問。元教え子の夏美を助ける内、事件に巻き込まれる。
高野 舞（タカノ マイ）
前作に引き続き登場する高山の教え子であり恋人。とある理由で竜司以外の男性に嫌悪感を抱いている。実家の所在地は静岡県磐田郡豊田町。竜司の『知識の構造』の出版のための原稿の落丁を探して呪いのビデオを見てしまい貞子を出産するための蛹として肉体を乗っ取られる。その後、ビルの排気溝で死亡する。1998年の映画では安藤との性行為を介して感染、復活後の貞子は彼女に成りすまして行動する。1999年の連続ドラマでは前作に続き高山の妹として育てられた少女で伊熊の手紙で貞子の呪いを追う存在となる。
宮下
男性。K大学医学部病理学教室の助手で安藤の友人。やや太った体格。妻と娘がおり横浜市鶴見区北寺尾のマンションに住む。医学に詳しくリングウイルス解明や竜司の遺伝子の暗号にもいち早く気付く。安藤と共に『リング』を読んでリングウイルスに感染してしまう。1998年の映画では普通の体格で登場する。1999年の連続ドラマ『リング〜最終章〜』では宮下理恵子という医師の女性として登場。
山村 貞子（ヤマムラ サダコ）
前作から登場する「呪いのビデオ」を生み出した、リングシリーズを通しての元凶。舞の肉体を使って現世に復活する。舞の住むマンションの彼女の部屋である303号室に住み、舞の姉高野真砂子と偽り安藤と接触。その時の彼と性行為を行う。復活後は睾丸性女性化症候群に子宮（女性器）を持つ新しい肉体となり単体でも増殖可能、さらに他の生物の体内での復活も可能になる。安藤とのデート時に情報誌の万引きやフランス映画『ニキータ』のセリフを小声で読んだりしている。原作では貞子のまま復活したが、1998年の映画や1999年の連続ドラマでは受胎した女性の姿を借りて復活している。
高山 竜司（タカヤマ リュウジ）
前作から登場するK大学文学部哲学科の講師で安藤の大学時代の同級生。彼の死体を解剖したことから事件が始まる。腹部に挟まった新聞紙の数字や血液の擬似天然痘ウイルスの塩基配列から暗号を送る。事件の黒幕的な人物であり貞子とは遺伝子レベルで結託しており、貞子の手で復活を遂げる。
1998年の映画では彼の残した暗号が異なる。1999年の連続ドラマでは登場しない。

### その他の登場人物
安藤 孝則
3歳半。安藤の息子。「らせん」の物語の1年3か月前に海で命を落としている。遺留品の髪の毛が残っており、高山竜司と結託した貞子の力で復活し、安藤の元へと戻ってきた。1998年の映画では原作通り復活。1999年の連続ドラマでは美和子とも再会するが、満男が貞子の脅迫を拒絶したことにより再び細胞の老衰で死亡。原作第5作『エス』では成人しており、主人公として登場する。「エス」を元にした2012年の映画「貞子3D」では主人公格が恋人の茜になったため、その相方という立場で登場。
安藤の妻
名前は不明で1998年の映画では利恵子、1999年の連続ドラマでは美和子となる。息子を亡くしたヒステリーで安藤に時折電話で非難してくる。
吉野 賢三
前作から登場するM新聞社横須賀支局社会部の新聞記者。安藤満男に浅川和行のことを知らせるために接触する。以降は登場しないが、1998年の映画では満男に呪いのビデオと手帳『リング』を渡す存在であり満男に詰め寄られた際、手帳『リング』により感染したリングウイルスで窒息死する。
浅川 順一郎
男性。神田のマンションで妻と暮らす和行の兄。『リング』に興味を抱き、S書房で女流作家や映画監督と組み、映像化前提で出版させてしまう。
浅川 和行（アサカワ カズユキ）
前作から登場するM新聞社本社出版局の雑誌記者。妻の静と娘の陽子が急死したショックで交通事故を起こす。昏睡状態で品川済生病院に入院している。後に事件の詳細を記したレポート『リング』を書いた後S大付属病院に移転する際、老衰したかのごとく死亡。

### 映画のみの登場人物
浅川 玲子
前作に続き登場する前作主人公の女性版の浅川。テレビ局のディレクターで高山とは元夫婦。呪いのビデオの謎を解いたはずだが、息子の陽一が車内で死亡し錯乱して交通事故を起こす。死の直前まで手帳『リング』を書いていた。
安藤 利恵子
映画での安藤の妻。既に離婚しており回想でのみの登場。
前川警部補
呪いのビデオにまつわる事件を追う刑事。

### 連続テレビドラマのみの登場人物
相原 夏美
安藤の元教え子で科学捜査研究所法科学部に勤務する。オカルトを信じておらずあくまで論理的に事件を解決しようとする。織田に恋愛感情のような好意を持っていたので彼の正体が分かった時のショックは大きかった。
織田 恭助
黎明館医科大学医学助教授。彼に想いを寄せる眼鏡をかけた女性の助手がいる。その正体は陸田がかつて行った実験の看守役東健一。貞子を巡る事件の黒幕の一人である。夏美が信頼する人物であり事あるごとに相談に訪れる。看守の警棒を使いかつての囚人役を脅すのに使う。インターネットでのハンドルネームはアリタ。偽名は凶悪犯になった囚人役「織本弘明」「有田剛三」「小山恭男」「宮島敬助」から1文字取って作った。彼らを利用した後、全員殺害している。少年期、囚人役の坂上順二、井上正和を彼ら4人に殺害させる凶行を犯した。
陸田 博
科学捜査研究所総科学長。夏美の上司。貞子を巡る事件の黒幕の一人である。貞子のDNAに注目し現世に復活させる手助けをした。彼も貞子に襲われることはあったが、夏美を助ける振りをして彼女の行動を自分の野望のため、監視していた。かつて仲間の今西誠司に裏切られたことがある。
安藤 美和子
ドラマでの安藤の妻。1年前の孝則の死で記憶喪失と精神障害となり精神病院に入院している。後に貞子により真相を知らされ錯乱して満男に襲いかかるが和解して以前より愛し合うようになる。
西島 久美子
青葉学園女子高校1年生で科学部に所属。姉の美咲がグリーンタワービルでの6人の男性社員の変死（心臓麻痺）事件で巻き込まれた際に満男に相談を持ちかける。
河合 徹
ノストラダムスの大予言の研究家。テレビ番組で自分のインチキをばらされそうになり窮地に陥っていた所に「恐怖の大王」を名乗る織田の指示を受けテレビでカリスマ的存在になる。後にその行動に恐怖を感じはじめ真相を明かそうとした矢先、心臓麻痺で死亡。
今西 誠司
陸田の行っていた貞子復活の超能力実験の協力者。眼鏡を掛けた初老の男性。超能力を手に入れるため陸田を裏切り、「死者復活の儀式」と称して狭戸村で犯罪歴のある杉崎竹雄を庇うための隠蔽工作を行った。超能力では動植物を急成長させられるが、動物や人間は肉体しか再生できなかった。
亜美、里美
陸田の行っていた貞子復活の超能力実験の犠牲となった双子の姉妹。亡霊のような形で夏美の前に出現する。

## 作品解説
遺伝子学の要素が「呪いのビデオ」の謎として効果的に使用されており、前作のオカルトホラー色は後退しSFサスペンスといった雰囲気が強い。さらには前作で得体の知れない恐怖の象徴であった山村貞子についても、「ある人物」と結託して人類抹殺の陰謀を巡らせる「知的な悪女」的な描かれ方をしており、クライムサスペンスの雰囲気も併せ持つ。

## 書誌情報
- らせん（角川書店）ISBN 4-04-872871-7 （1995年8月出版）
- らせん（角川ホラー文庫）ISBN 4-04-188003-3 （2000年4月出版）

なお、梶山はる香のナレーションで、Audibleにてデータ配信として2016年6月にオーディオブック化されている。

## 映画
1998年1月31日に公開された。デュアル・ホラームービーを銘打ち、前作に当たる『リング』と同時上映された。かつて1995年の単発ドラマ版『リング』の脚本を担当した飯田譲治が、監督と脚本を担当している。物語は映画独自にアレンジされた部分もあるものの、大筋では原作のストーリーをなぞるものとなっている。

### キャッチコピー
- あいつは死んだはずなのに。
- その謎は「リング」に始まり、その恐怖は「らせん」につながる。（リングと併せて）

### キャスト
- 安藤満男 - 佐藤浩市
- 高野舞 - 中谷美紀
- 山村貞子 - 佐伯日菜子
- 伊熊平八郎 - 伴大介
- 安藤利恵子 - 加倉井えり
- 安藤孝則 - 菅原隆一
- 宮下 - 鶴見辰吾
- 小林 - 真鍋尚晃
- 舟越 - 安達直人
- 前川警部補 - 小木茂光
- 解剖助手 - 岡田智宏、上沖俊
- 警官 - 丹野由之、清水宏
- 吉野賢三 - 松重豊
- 浅川玲子 - 松嶋菜々子
- 高山竜司 - 真田広之
- デパートの父親 - 鈴木光司（特別出演）

### スタッフ
- 監督・脚本：飯田譲治
- エクゼクティブ・プロデューサー：原正人
- プロデューサー：河井真也・一瀬隆重・仙頭武則
- 原作：鈴木光司
- 撮影：渡部眞
- ビジュアル・エフェクト・スーパーバイザー：松本肇
- 音楽制作：長岡和弘
- 音楽：LA FINCA（池頼広）
- 主題歌：HIIH「ゆがんだ時計」
- 特殊メイク：和田卓也、松井祐一
- 挿入歌：ジュノ・リアクター

### 作品解説
本作では二本立てのホラー映画であることを前面に据えた宣伝が行われたが、同時上映の『リング』が観客を怖がらせる作品作りに徹しているのに対し、本作『らせん』はあまり「脅かし映画」にはしない方針で制作された。監督と脚本を担当した飯田は、原作小説の「呪いを科学する」というコンセプトに惚れ込み、その骨子に忠実な作りを志向し、原作者の意図を汲むようにと心がけたという。ただしその内容に対しては、やや説明不足気味であったという評価もある。
一方で『リング』に続く新たな続編の映画『リング2』は、本作で死亡した登場人物が異なる運命を辿るなど、本作『らせん』とは繋がりのないパラレルワールド的な内容として制作されている。
2012年に公開の『貞子3D』は本作の設定上の続編。

### 参考
- 遊園地のシーンで、原作者の鈴木光司が家族連れとしてカメオ出演している。(46'22"～26")

### パッケージソフト
- DVD「らせん〈期間限定生産〉」 2005年3月2日発売。ポニーキャニオン。

## テレビドラマ
フジテレビ系列で1999年7月1日から9月23日にかけて放送された。全13回、平均視聴率13.3%。人物氏名と一部の設定以外は原作から離れたオリジナルストーリーで、フジテレビが前年に製作した連続ドラマ『リング〜最終章〜』の直接の続編として製作されたオカルト風ドラマ。主演は岸谷五朗。
主人公の安藤は医師ではなく、学校の教師で、原作最大の特徴だった医学的な見地からの展開という要素はなくなり、前半はノストラダムス現象などのオカルト要素を、後半はスタンフォード監獄実験の逸話をベースにおいた独自のストーリーを展開した。原作の完結編『ループ』の要素も一部導入されている。前作の矢田亜希子、木村多江などが同役で連投。結末は一連のシリーズの完結編的な独自の内容で描かれている。

### キャッチコピー
- あなたも貞子から逃げられない。

### キャスト
- 安藤満男 - 岸谷五朗
- 相原夏美 - 吉本多香美
- 織田恭助（東健一） - 田辺誠一
- 安藤美和子 - 純名里沙
- 安藤孝則 - 工藤雅哉
- 高野舞（山村貞子） - 矢田亜希子
- 山村貞子 - 木村多江
- 西島久美子 - 野村佑香
- 西島美咲 - 須藤理彩
- 浅野大輔 - 東根作寿英
- 河合徹 - 升毅
- 笠原努 - 大河内浩
- 高村典子 - 及川麻衣
- 杉崎竹雄 - 問田憲輔
- 宮島敬助 - 甲本雅裕
- 今西誠司 - 陰山泰
- 今西の妻 - 円城寺あや
- 武井みゆき - 矢田絵実理
- 亜美/里美 - 大島優子[注 2]
- 織田の助手 - 梓真悠子
- 陸田博 - 内藤剛志
- 街田しおん
- 掛川裕彦
- 中根徹
- 南場千絵子
- 吉満涼太
- 沼崎悠

### スタッフ
- 原作：鈴木光司
- 脚本：蒔田光治 田中一彦
- 企画：清水賢治 長部聡介
- プロデュース：加藤正俊
- 演出：木下高男 西谷弘 都築淳一
- 音楽：Dennis Martin
- スタントコーディネート 釼持誠

### テーマ曲
- 主題歌：rough laugh「誰がために鐘は鳴る」
- 挿入歌：COLOR「DOUBLE OR NOTHING」

### 受賞歴
- 第22回ザテレビジョンドラマアカデミー賞
  - 劇中音楽賞

### サブタイトル
| 各話                                                       | 放送日        | サブタイトル                  | 脚本     | 演出     | 視聴率 |
| ---------------------------------------------------------- | ------------- | ----------------------------- | -------- | -------- | ------ |
| 第1話                                                      | 1999年7月1日  | 貞子の復讐 リングを超える恐怖 | 蒔田光治 | 木下高男 | 15.1%  |
| 第2話                                                      | 1999年7月8日  | 死者は井戸を見る              | 蒔田光治 | 木下高男 | 15.0%  |
| 第3話                                                      | 1999年7月15日 | 私が私を殺しに来る…           | 田中一彦 | 西谷弘   | 13.4%  |
| 第4話                                                      | 1999年7月22日 | 死者が蘇る…伝説の村へ         | 蒔田光治 | 木下高男 | 13.2%  |
| 第5話                                                      | 1999年7月29日 | この部屋に、悪魔がいた        | 蒔田光治 | 西谷弘   | 14.0%  |
| 第6話                                                      | 1999年8月5日  | もう誰にも止められない        | 田中一彦 | 木下高男 | 13.3%  |
| 第7話                                                      | 1999年8月12日 | 貞子を作った男                | 蒔田光治 | 西谷弘   | 12.1%  |
| 第8話                                                      | 1999年8月19日 | 二度死ぬ子供…                 | 蒔田光治 | 木下高男 | 13.6%  |
| 第9話                                                      | 1999年8月26日 | 憎悪のリングが完成する        | 田中一彦 | 西谷弘   | 11.8%  |
| 第10話                                                     | 1999年9月2日  | 囚人は看守に殺される          | 蒔田光治 | 都築淳一 | 13.1%  |
| 第11話                                                     | 1999年9月9日  | 予言者は殺される              | 田中一彦 | 木下高男 | 12.0%  |
| 第12話                                                     | 1999年9月16日 | 明日、世界は破滅する          | 蒔田光治 | 西谷弘   | 15.0%  |
| 最終話                                                     | 1999年9月23日 | 永遠に生きるもの              | 蒔田光治 | 木下高男 | 11.0%  |
| 平均視聴率13.3% （視聴率は関東地区・ビデオリサーチ社調べ） |               |                               |          |          |        |

| フジテレビ 木曜劇場 | フジテレビ 木曜劇場 | フジテレビ 木曜劇場 |
| 前番組              | 番組名              | 次番組              |
| ------------------- | ------------------- | ------------------- |
| アフリカの夜        | らせん              | 危険な関係          |

## 漫画
作画は桜水樹、原作は鈴木光司。
「らせん」（Horror comics）角川書店 ISBN 4-04-853116-6 （1999年9月）